# عبد خلف النجادا
عبد خلف النجادا هو قائد عسكري «لواء ركن» أردني شغل منصب قائد الفرقة الآلية/12 الملكية 1993-1999 ومفتش عام للقوات المسلحة الأردنية 1999 وعضوا في مجلس الأعيان الأردني 2005.

## نشأته
ولد في ماعين/مادبا جنوب العاصمة الأردنية عمان عام 1943، ودرس في مادبا حتى الثانوية العامة، وفي عام 1964 التحق مباشرة بالقوات المسلحة الأردنية كتلميذ عسكري في الكلية العسكرية، وتخرج منها عام 1966.

## حياته العسكرية
بدأ حياته العسكرية كضابط مشاة ألتحق مباشرة بعد تخرجه عام 1966 بكتيبة الملك عبد الله السابعة للمشاة شرق مدينة قلقيلية جنوب طولكرم آنذاك حيث شارك عام 1967 في حرب الأيام الستة كقائد فصيل، وفي نفس العام شارك في حرب الأستنزاف التي استمرت 3 سنوات حتى عام 1970 كقائد فصيل في كتيبة الملك علي الآلية الخامسة وقائد سرية في كتيبة الملك عبد الله السابعة للمشاة، في عام 1970 شارك في احداث أيلول الأسود حيث نقل من كتيبة الملك عبد الله السابعة للمشاة إلى سرية مقاومة الدبابات(سرية التو) حديثة التشكيل ليكون قائداً لها في ذلك الوقت.
في عام 1993 اختاره الملك الحسين بن طلال شخصيا لقيادة الفرقة الآلية 12 الملكية لرفع مستواها وتحسين أدائها، حيث استمرت قيادته لها مدة 6 سنوات في الفترة ما بين العامين 1993-1999.
و في عام 1999 صدرت الإرادة الملكية السامية بتعينه مفتشاً عاماً للقوات المسلحة الأردنية.
خلال خدمته الطويلة مارس كل الوظائف العسكرية من قائد فصيل إلى قائد فرقة حتى مفتش عام للقوات المسلحة الأردنية، في عام 1999 تقاعد برتبة لواء بعد خدمة استمرت على مدار 35 عاما، وفي عام 2005 صدرت الإرادة الملكية السامية بتعينه عضوا في مجلس الأعيان الحادي والعشرون.

## المؤهل العلمي
ماجستير علوم عسكرية وإدارية

## المناصب
- قائد فصيل في كتيبة الملك عبد الله السابعة للمشاة 1966
- قائد فصيل في كتيبة الملك علي الآلية الخامسة 1968
- قائد سرية في كتيبة الملك عبد الله السابعة للمشاة 1969
- قائد سرية مقاومة الدبابات(سرية التو) 1970
- ركن عمليات كتيبة الملك محمد الخامس 14 1974
- قائد كتيبة الملك محمد الخامس 14
- مدير اركان لواء الاميرة عالية/الفرقة الآلية 12 الملكية
- ركن أول عمليات/القيادة العامة 1976
- ركن أول تدريب تعبوي
- ممثل سلاح المشاة/مكتب المفتش العام
- مساعد قائد لواء الحرس الملكي الآلي الأول 1984
- قائد لواء الحرس الملكي الآلي الأول 1989/1986
- رئيس اركان الفرقة الآلية 12 الملكية 1989
- مدير سلاح المشاة 1991
- قائد الفرقة الآلية 12 الملكية "المنطقة العسكرية الشمالية" 1993-1999
- مفتش عام القوات المسلحة الأردنية 1999
- عضو مجلس الاعيان الحادي والعشرين 2005-2007[5]

## الأوسمة
تقلد عدد من الاوسمة منها:
- وسام الاستحقاق العسكري من الدرجة الأولى
- وسام الاستحقاق العسكري من الدرجة الثانية
- وسام الاستحقاق العسكري من الدرجة الثالثة
- وسام الاستقلال من الدرجة الثانية
- وسام الاستقلال من الدرجة الثالثة
- وسام الكوكب الأردني من الدرجة الثانية
- وسام النهضة من الدرجة الثانية
- وسام الخدمة المخلصة
- وسام الذكرى الاربعين للجلوس الملكي
- وسام الأستحقاق الوطني الفرنسي
- شارة الخدمة 1967-1971
- شارة جرحى الحرب
- شارة الكفاءة التدريبية
- شارة الكفاءة القيادية
- شارة الكفاءة الإدارية والفنية
- ميدالية معركة الكرامة